# 查克·史東
查克·史東（Charles Sumner "Chuck" Stone, Jr.，1924年6月21日—2014年4月6日），是一名美國新聞编辑、记者和作家。二战期间，他是黑色轰炸机成员，之后就读于卫斯理安大学，后在芝加哥大学攻读社会学硕士学位，此后担任美国国家黑人记者协会首任主席。
2014年4月6日，他死于心脏病，享年89岁。